# Krasnystaw (Landgemeinde)
Die Gmina wiejska Krasnystaw ist eine Landgemeinde im Powiat Krasnystaw der Woiwodschaft Lublin in Polen, Sitz der Gemeinde ist die Kreisstadt Krasnystaw, die jedoch der Landgemeinde nicht angehört. Die Landgemeinde hat eine Fläche von 151 km² und 8460 Einwohner (Stand 31. Dezember 2020).

## Verwaltungsgeschichte
Von 1975 bis 1998 gehörte die Gmina zur Woiwodschaft Chełm.

## Gliederung
Zur Landgemeinde Krasnystaw gehören folgende 29 Schulzenämter:
Białka PSO
Białka POHZ
Bzite
Czarnoziem
Jaślików
Józefów
Kasjan
Krupe
Krupiec
Krynica
Latyczów
Małochwiej Duży
Małochwiej Mały
Niemienice
Niemienice-Kolonia
Ostrów Krupski
Rońsko
Siennica Nadolna
Siennica Nadolna (osiedle)
Stężyca Nadwieprzańska
Stężyca-Kolonia
Stężyca Łęczyńska
Widniówka
Wincentów
Zakręcie
Zastawie-Kolonia
Zażółkiew
Weitere Orte der Landgemeinde sind Łany, Namule (gajówka), Namule (leśniczówka) und Tuligłowy.